# Cuffies
Cuffies és un municipi francès situat al departament de l'Aisne i a la regió dels Alts de França. L'any 2007 tenia 1.708 habitants.

## Demografia

### Població
El 2007 la població de fet de Cuffies era de 1.708 persones. Hi havia 776 famílies de les quals 336 eren unipersonals (208 homes vivint sols i 128 dones vivint soles), 164 parelles sense fills, 212 parelles amb fills i 64 famílies monoparentals amb fills.
La població ha evolucionat segons el següent gràfic:
Habitants censats

### Habitatges
El 2007 hi havia 903 habitatges, 786 eren l'habitatge principal de la família, 3 eren segones residències i 114 estaven desocupats. 520 eren cases i 321 eren apartaments. Dels 786 habitatges principals, 418 estaven ocupats pels seus propietaris, 361 estaven llogats i ocupats pels llogaters i 7 estaven cedits a títol gratuït; 192 tenien una cambra, 41 en tenien dues, 98 en tenien tres, 196 en tenien quatre i 259 en tenien cinc o més. 468 habitatges disposaven pel capbaix d'una plaça de pàrquing. A 402 habitatges hi havia un automòbil i a 245 n'hi havia dos o més.

### Piràmide de població
La piràmide de població per edats i sexe el 2009 era:
| Homes | Edats   | Dones |
| ----- | ------- | ----- |
| 0     | 95 o +  | 0     |
| 0     | 90 a 94 | 8     |
| 0     | 85 a 89 | 12    |
| 4     | 80 a 84 | 12    |
| 20    | 75 a 79 | 20    |
| 20    | 70 a 74 | 48    |
| 52    | 65 a 69 | 40    |
| 36    | 60 a 64 | 52    |
| 24    | 55 a 59 | 12    |
| 36    | 50 a 54 | 68    |
| 72    | 45 a 49 | 56    |
| 52    | 40 a 44 | 64    |
| 76    | 35 a 39 | 72    |
| 44    | 30 a 34 | 60    |
| 28    | 25 a 29 | 36    |
| 57    | 20 a 24 | 28    |
| 66    | 15 a 19 | 58    |
| 52    | 10 a 14 | 52    |
| 72    | 5 a 9   | 28    |
| 16    | 0 a 4   | 56    |

## Economia
El 2007 la població en edat de treballar era de 1.146 persones, 690 eren actives i 456 eren inactives. De les 690 persones actives 598 estaven ocupades (321 homes i 277 dones) i 92 estaven aturades (49 homes i 43 dones). De les 456 persones inactives 97 estaven jubilades, 269 estaven estudiant i 90 estaven classificades com a «altres inactius».

### Ingressos
El 2009 a Cuffies hi havia 615 unitats fiscals que integraven 1.543,5 persones, la mediana anual d'ingressos fiscals per persona era de 18.081 €.

### Activitats econòmiques
Dels 51 establiments que hi havia el 2007, 5 eren d'empreses extractives, 1 d'una empresa alimentària, 1 d'una empresa de fabricació de material elèctric, 2 d'empreses de fabricació d'altres productes industrials, 12 d'empreses de construcció, 7 d'empreses de comerç i reparació d'automòbils, 2 d'empreses de transport, 1 d'una empresa d'hostatgeria i restauració, 1 d'una empresa d'informació i comunicació, 1 d'una empresa immobiliària, 3 d'empreses de serveis, 10 d'entitats de l'administració pública i 5 d'empreses classificades com a «altres activitats de serveis».
Dels 16 establiments de servei als particulars que hi havia el 2009, 2 eren tallers de reparació d'automòbils i de material agrícola, 3 paletes, 1 guixaire pintor, 2 fusteries, 2 lampisteries, 1 electricista, 1 empresa de construcció, 2 perruqueries i 2 salons de bellesa.
L'únic establiment comercial que hi havia el 2009 era una fleca.
L'any 2000 a Cuffies hi havia 4 explotacions agrícoles.

## Equipaments sanitaris i escolars
L'únic equipament sanitari que hi havia el 2009 era una farmàcia.
El 2009 hi havia 1 escola maternal i 1 escola elemental. Cuffies disposava d'un col·legi d'educació secundària amb 368 alumnes.
```
Disposava d'un institut universitari.
```

## Poblacions properes
El següent diagrama mostra les poblacions més properes.